# Cindy Noble
Cindy Noble, née le 14 novembre 1958 à Clarksburg, dans l'Ohio, est une ancienne joueuse américaine de basket-ball. Elle évoluait au poste de pivot.

## Biographie

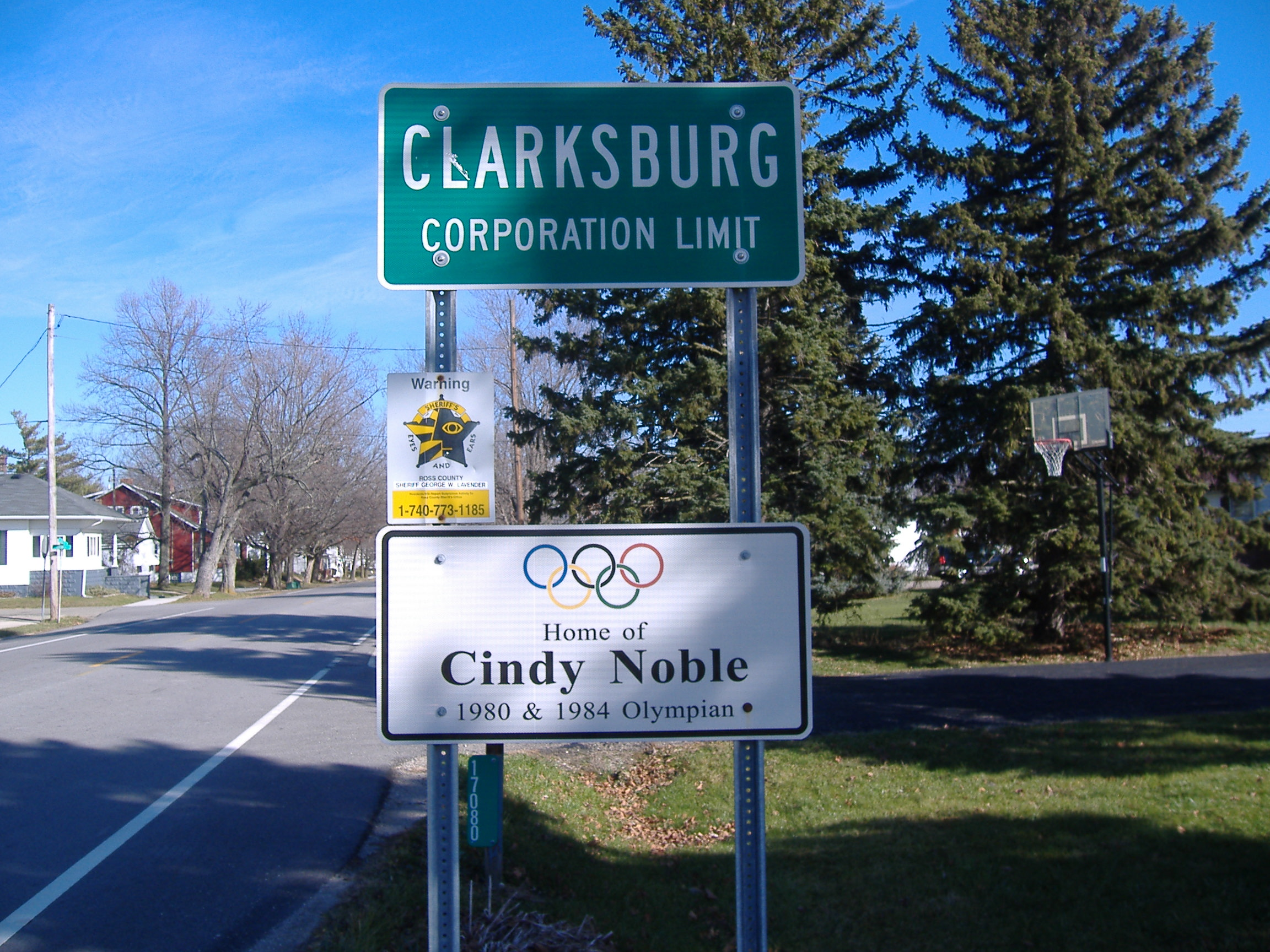
Pancarte commémorative dans sa ville natale

## Palmarès
- Championne olympique 1984
- Finaliste du championnat du monde 1983
- Vainqueur des Jeux panaméricains de 1983